# A Line of Deathless Kings
A Line of Deathless Kings er det niende album af det britiske death/doom metal-band My Dying Bride, som blev udgivet i oktober 2006 gennem Peaceville Records. Der blev lavet en video til singlen "Deeper Down," som fulgte med på cd-udgaven af albummet. Videoen var instrueret af Charlie Granberg, der også havde været instruktør for Katatonias "My Twin" og "Deliberation" videoer. En begrænset udgave af albummet kom med en dobbeltsidede plakat og fem postkorte, der afbildede medlemmerne af bandet, med undtagelse af John Bennett som kun var en midlertidig musiker, der afløste Shaun Steels, som måtte forlade bandet på grund af en skade. Bennett blev senere afløst af Dan Mullins, og bassisten Adrian Jackson valgte også efter albummets udgivelse at forlade My Dying Bride. Han blev senere erstattet af Lena Abé.

## Sporliste
1. "To Remain Tombless" – 6:06
2. "L'Amour Detruit" – 9:08
3. "I Cannot Be Loved" – 7:04
4. "And I Walk with Them" – 6:37
5. "Thy Raven Wings" – 5:22
6. "Love's Intolerable Pain" – 6:14
7. "One of Beauty's Daughters" – 5:40
8. "Deeper Down" – 6:28
9. "The Blood, the Wine, the Roses" – 8:21